# Karin Nyman
Karin Nyman (født 21. maj 1934 i Stockholm) er en svensk oversætter og forfatter. Hun er datter af instruktør Sture Lindgren (sv) (1898-1952) og forfatteren Astrid Lindgren (1907-2002). Som lille fandt hun på navnet Pippi Langstrømpe, der blev en af de mest succesfulde børnebøger nogensinde.
Karin Nyman har haft en lang karriere som oversætter, men har også skrevet sine egne bøger. Hun udgav eksempelvis bogen Jeg kan køre alle biler i 1965. Nymans bøger er udkommet i flere udgaver og hun har også fungeret som faktatjekker på forskellige bogudgivelser.

## Privatliv
Karin Nyman er halvsøster til ingeniøren Lars Lindgren (1926-1986) og Stina Rosengren (1920-1999).
I 1958 blev hun gift med oversætteren Carl Olof Nyman (sv) (1931-2020). Sammen fik de fire børn, Charles John (født 1959), Malin (født 1961), Nils (født 1964) og Olle (født 1968). Sidstnævnte har bestyrelsespost i selskabet Astrid Lindgren AB, som ejer alt ophavsret til Lindgrens udgivne værker.
I 2018 kritiserede Karin Nyman spillefilmen Unge Astrid, der fokuserer på hendes mors liv som journalist i 1920'erne.